# Plagiograpta condensa
Plagiograpta condensa är en fjärilsart som beskrevs av Kobes 1989. Plagiograpta condensa ingår i släktet Plagiograpta och familjen trågspinnare. Inga underarter finns listade i Catalogue of Life.